# Kryolit
Kryolit (Abildgaard, 1799), chemický vzorec Na3[AlF6] (hexafluorohlinitan sodný), je jednoklonný minerál. Název pochází z řeckého κρύος (krýos) = led a λίθος (líthos) = kámen a odráží vzhled minerálu.

## Původ
- magmatický: minerál pozdní fáze v některých žulových pegmatitech, v alkalických žulách obsahujících ložiska cínu, z magmatických par pronikajících podél zlomů, v základní hmotě některých ryolitů bohatých na fluor, v zrnech karbonatitových žil pronikajících skrze fenitizované biotitické ruly,
- sedimentární: vzácně jako autigenní složka slínovců a břidlic ve formaci Green River (USA).

## Morfologie
Krystaly do velikosti 3 cm, pseudokubické nebo krátce hranolovité podél [001], rýhované. Také hrubě zrnité nebo masivní agregáty. Běžně dvojčatí podle jednoho nebo i více ze 13 zákonů.

## Vlastnosti
- Fyzikální vlastnosti: Tvrdost 2,5–3, křehký, hustota 2,97 g/cm³, štěpnost dobrá podle {001}, lom nerovný.
- Optické vlastnosti: Barva: bezbarvý, bílá, hnědavá, růžová až červená, kouřově šedá až černá. Lesk skelný až mastný, perleťový na {001}, průhlednost: průhledný až průsvitný, vryp bílý.
- Chemické vlastnosti: Složení: Sodík 32,85 %, Hliník 12,85 %, Fluor 54,30 %. Lehce se taví v bezbarvé sklo (teplota tání 1012 °C). Rozpustný v H2SO4 a částečně v HCl.
- Jiné vlastnosti: Bezbarvý minerál po ponoření do vody (zdánlivě) zmizí. Index lomu minerálu je téměř stejný jako u vody.

## Podobné minerály
- anhydrit, baryt

## Parageneze
- galenit, siderit, křemen, pyrit, pachnolit, thomsenolit, gearksutit, kryolithionit, weberit, jarlit, prozopit, chiolit, mikroklin, fluorit, topaz (Ivigtutu, Grónsko), sodalit, villiaumit, eudialyt, lovozerit, natrolit, chabazit, egirin (Mont St Hilaire, Kanada).

## Získávání

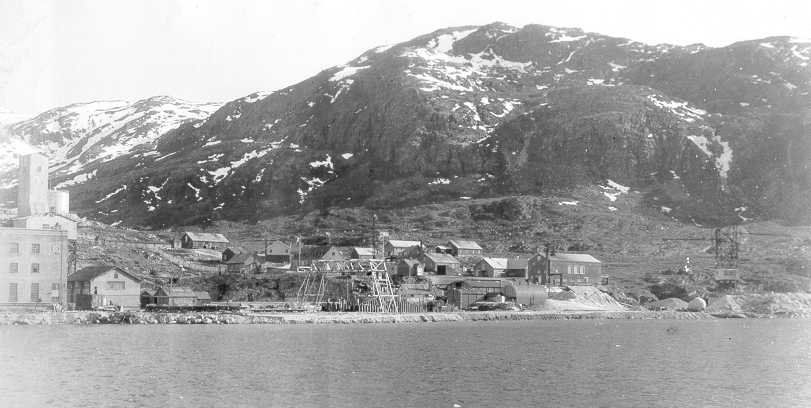
Důl na kryolit v Ivittuutu, Grónsko, léto 1940

Jediný lom, kde se kryolit od roku 1865 těžil, byl v roce 1987 vyčerpán.

## Využití
Zpočátku jako surovina pro výrobu hliníku, později užíván při elektrolytické výrobě hliníku z bauxitu. Dále k výrobě glazur, optických skel.

## Naleziště
Řídce se vyskytující minerál.
- Dánsko – Ivittuut v západním Grónsku
- USA – Pikes Peak Colorado
- Rusko – pohoří Chibiny na poloostrově Kola, Ilmenské hory na jižním Uralu
- Brazílie
- Nigérie
- a další.